# Falles 2020
Les Falles de València de l'any 2020 van ser la primera edició en cancel·lar-se tot i estar prevista la seua celebració, per causa de l'epidèmia de coronavirus d'aquell mateix any. A més, en la resta de localitats on se celebra la festa fallera durant el tercer mes de l'any també va ser suspesa.

## La suspensió
Tot i l'alerta per l'existència de la pandèmia a altres llocs del planeta, l'inici de les falles començà amb normalitat. Així, el primer dia de març va tindre lloc la Crida, celebrada com cada any a les Torres de Serrans. Tot i això, l'avanç dels contagis en Europa van fer que es començara a parlar de la suspensió de la festa, si bé des dels governs valencià i municipal van posar-se a servei de les autoritats sanitàries a l'hora de prendre la decisió. Quan el dimarts 10 es van començar a prendre mesures arreu de l'estat, es va mantindre la data de la festa, si bé el sendemà el President de la Generalitat, Ximo Puig, va anunciar la suspensió tant de les falles com de la Magdalena. Entre els motius de la decisió, hi havia el fet que es preveiera la visita de 250.000 turistes de Madrid, principal focus de la pandèmia a l'estat. L'alcalde de València, Joan Ribó, va proposar les dates del 15 al 19 de juliol com a alternativa a la celebració de la festa.
Es va calcular que l'impacte econòmic de la suspensió de la festa suposa una pèrdua d'entre 700 milions d'euros, que augmenten a 1.800 si s'afegeix l'impacte indirecte. Entre els col·lectius més afectats hi ha el dels artistes fallers, amb pèrdues previstes de huit milions d'euros, i que van protestar la retirada dels cadafals a mig plantar. La solució donada des de les institucions valencianes va ser el transport i l'emmagatzematge provisional en les instal·lacions de Fira València i les antigues bases dels equips de la Copa de l'Amèrica a La Marina de València.
En el cas de la Falla de l'Ajuntament, el seu dissenyador, Escif, demanà que es deixara en la plaça a mig plantar. A més, els artistes li col·locaren una mascareta quirúrgica a la figura central, en referència al coronavirus. Tot i això, finalment els artistes van estar d'acord en que la figura es cremara, la qual cosa s'hagué de fer amb la plaça tancada per a evitar contagis. Es feu el 16 de març, fou retransmesa per streaming i se salvà el cap del remat per a aprofitar-lo de cara a una eventual represa de la festa. Aquella setmana es van cremar elements de difícil desmuntatge de diverses comissions, mentre que altres es pogueren desmuntar.
Anteriorment, la festa s'havia suspés en altres ocasions, amb motiu de la Guerra de Cuba i la Civil Espanyola, però mai no s'havia proposat endarrerir la celebració a una altra data. Finalment, el 13 de maig de 2020 s'anuncià la suspensió de la festa, després que els diferents agents afectats foren consultats.